# Kurt Poletti
Kurt Poletti (* 23. April 1960 in Zug) ist ein ehemaliger Schweizer Bobfahrer, der an den Olympischen Winterspielen 1984 in Sarajevo teilnahm. Poletti ist Welt- und Europameister im Viererbob.

## Karriere

### Olympische Winterspiele
An den Olympischen Winterspielen 1984 in Sarajevo nahm Poletti am Wettkampf im Viererbob teil. Zusammen mit Ekkehard Fasser, Rolf Strittmatter und Hans Märchy startete er als Mannschaft Schweiz 2 auf der olympischen Bobbahn in Trebević am 17. und 18. Februar 1984 und erreichte den vierten Platz in einer Gesamtzeit von 3:22,90 min.

### Bob-Weltmeisterschaften
Bei der 35. Bob-Weltmeisterschaft 1981 in Cortina d’Ampezzo nahm er im Viererbob mit seinen Mannschaftskameraden 	Hans Hiltebrand, Franz Weinberger und Franz Isenegger als Mannschaft Schweiz 2 am Wettkampf teil. Am 7. und 8. Februar 1981 erreichten sie den zweiten Platz in einer Gesamtzeit von 4:53,12 min und gewannen die Silbermedaille.
Seinen grössten sportlichen Erfolg feierte Poletti ein Jahr vor den Olympischen Spielen bei der Bob-Weltmeisterschaft 1983 in Lake Placid zusammen mit seinen Mannschaftskameraden Ekkehard Fasser, Hans Märchy und Rolf Strittmatter. Am 26. und 27. Februar 1983 fuhren sie als Mannschaft Schweiz 2 in einer Gesamtzeit von 3:57,24 min auf den ersten Platz und wurden Weltmeister im Viererbob.

### Bob-Europameisterschaften
Kurt Poletti nahm mit seinen Mannschaftskollegen Ekkehard Fasser, Hans Märchy und Rolf Strittmatter an der Bob-Europameisterschaft 1983 auf der olympischen Bobbahn in Trebević teil. Als Mannschaft Schweiz 3 gingen sie am 5. und 6. Februar 1983 im Viererbob an den Start und wurden nach vier Wertungsläufen Europameister in einer Gesamtzeit von 3:16,51 min vor den Mannschaften DDR 1 und Schweiz 1.
Eine weitere Medaille gewann Poletti eine Woche vor der Eröffnung der Olympischen Winterspiele 1984 in Sarajevo bei der Bob-Europameisterschaft 1984 in Igls auf der olympischen Kunsteisbahn am 28. und 29. Januar 1984. Als Mannschaft Schweiz 3 startete er zusammen mit Ekkehard Fasser, Hans Märchy und Rolf Strittmatter im Viererbob. Sie erreichten den dritten Platz in einer Gesamtzeit von 3:36,33 min und konnten den Gewinn der Bronzemedaille feiern.